# Staller János
Staller János, (1954. –) labdarúgó, hátvéd.

## Pályafutása
1970-ben Gödöllőről igazolt az FTC-be. 1975 és 1976 között volt a Ferencváros NB I-es játékosa. Egyszeres magyar bajnok a csapattal. A Fradiban 14 mérkőzésen szerepelt (3 bajnoki, 5 nemzetközi, 6 hazai díjmérkőzés). A katonaideje alatt a Kossuth KFSE-ben szerepelt. 1976 nyarán a Dunaújvárosi Kohász szerződtette. 1979-től az Építők SC-ben szerepelt. 1982-ben a Szentendrei Petőfi játékosa lett.

## Sikerei, díjai
- Magyar bajnokság
  - bajnok: 1975–76